# Katonalégyfélék
A katonalégyfélék (Stratiomyidae) a rovarok (Insecta) osztályába és a kétszárnyúak (Diptera) rendjébe tartozó család.
Korábban az egyenes bábrésű legyek (Orthorrapha) között szerepeltek, a bögölyfélék (Tabanidae) és kószalégyfélék (Rhagionidae) közeli rokonainak tartották őket, azonban e két utóbbi család ma már egy külön alrendágban, a bögölyalakúak (Tabanomorpha) kapott helyet.
A családban világszerte körülbelül 400 nem és 1500 faj van. Ezekből 100 faj Közép-Európában található meg.

## Jellemzőik
A katonalegyek nevüket onnan kapták, hogy színezetük igen élénk, szinte huszáros. Nagyon feltűnő és szép színezetű rovarok. Alapszínezetük általában sötétzöldes, és ezen húzódnak sárga vagy fehér sávok. A feltűnő színezet oka még ma sem teljesen tisztázott. Valószínűleg az ivarok felismerésében van szerepe.
A család elnevezésének másik oka lehet az, hogy a toron hegyes, kúpos, tőrszerű kitinkinövések találhatók, melyeknek azonban semmiféle védő- vagy támadófunkciójuk nincsen.
További jellegzetessége ennek a légycsaládnak, hogy potrohuk ovális alakú és erőteljesen lapított. Igen sajátos a szárny erezete is: szegélyét számos erős ér szilárdítja, hátulsó felében ellenben csak nagyon vékony erek vannak, így ott a szárny sokkal hajlékonyabb is. A szárnyak nyugalmi helyzetben egymásra fekszenek, túlérnek a potroh végén, de annak oldalát nem takarják el.
A csápok is igen változatosak a csoportban. A harmadik íz több szakaszból áll, és gyakran térdesen hajlott.
A katonalegyek szájszerve szívó típusú, békés viráglátogató rovarok: nektárral és virágporral táplálkoznak. Egyesek szívókája különösen fejlett, hosszú, nyugalmi állapotban összehajtogatható és a fej alá zárható (pl. Nemotelus nem fajai).

## Egyedfejlődésük
Lárváik nagyon egységes szabásúak, és bábjaik is igen hasonlatosak. A lárva teste igen lapos, mindkét végükön kihegyesedők. Testük fejszelvényből és további 11 szelvényből. A vízi alakok utolsó szelvénye légzőcsővé alakult. A lárvák kültakarója vastag, bőrszerű, melybe még mész is rakódik, ettől páncélszerűnek hat. Ettől a vastag kültakarótól a lárvák teste igen ellenálló mechanikai és kémiai ingerekkel, valamint a kiszáradással szemben. A kiszáradt mederben fekvő állatok holtnak tűnnek, azonban, ha víz éri őket, akkor újra életre kelnek.
A katonalegyek többsége nedves környezetben fejlődik. Különösen kedvelik a nyirkos növényi korhadékot, a rothadó fát, humuszt, valamint a tehén- és lóürüléket. Nagy számmal találhatók továbbá a fakéreg alatt és a hangyabolyokban. Tekintélyes részük viszont a vízben fejlődik – mint arra már utaltunk.
A vízi alakok egysejtűekkel, algákkal, kis férgekkel, rákokkal, rovarokkal táplálkoznak, míg a szárazföldiek szerves törmelékkel, iszappal, növényi részekkel, ürülékkel.
A katonalegyek bábja igen kemény, mérete elérheti az 5 cm-es hosszt is. A báb T-alakban reped fel. Az imágók kibúvásuk után hamarosan párzanak, és a nőstények a petecsomóikat levelek fonákára helyezik.

## Rendszerezés
A családba a következő alcsaládok tartoznak:
- Antissinae
- Beridinae
- Chiromyzinae
- Chrysochlorininae
- Clitellariinae
- Hermetiinae
- Nemotelinae
- Pachygastrinae
- Parhadrestiinae
- Raphiocerinae
- Sarginae
- Stratiomyinae